# Arctico
Arctico (ранее известная как Eternal Winter) — приключенческая инди-игра в жанре симулятора выживания, разработанная Клаудио Норори и Антонио Варгасом. Игра вышла в ранний доступ 24 ноября 2014 года, а её полноценный релиз состоялся 15 февраля 2022 года для Windows и macOS.

## Игровой процесс
Arctico представляет собой уютную приключенческую игру в жанре симулятора выживания с элементами открытого мира. Игрок управляет небольшой арктической базой и исследует замёрзший остров, используя различные средства передвижения. Игрок начинает с четырьмя ездовыми собаками, запряжёнными в упряжку, которая служит основным способом перемещения по миру. Каждой собаке можно дать имя. Также доступны другие средства передвижения, включая каяк, парашют и воздушный шар. За собаками необходимо ухаживать и регулярно их кормить: если они не получают пищи, то начинают двигаться медленнее.
Игровой мир представляет собой открытую карту, доступную для свободного исследования. Игрок может находить заброшенные лагеря, исследовательские станции, сбитые самолёты и другие локации, содержащие полезные ресурсы и текстовые фрагменты, раскрывающие предысторию мира. Игрок может строить и развивать свою базу, устанавливая солнечные панели, буры, теплицы и декоративные элементы. Эти постройки обеспечивают энергию и ресурсы, необходимые для выживания и расширения своей базы.
Игра поддерживает кооперативный режим, позволяющий четырём игрокам играть совместно.

## Сюжет
Игрок выступает в роли исследователя, продолжающего работу своей покойной наставницы — доктора Гарсии. До своей смерти она занималась нераскрытыми изобретениями и исследовала методы выращивания растений при экстремально низких температурах. В ходе исследования замёрзшего острова игрок находит письма, дневники и другие фрагменты, раскрывающие предысторию мира.

## Разработка
Arctico (первоначально называлась Eternal Winter) изначально разрабатывалась как дебютный проект инди-разработчика Клаудио Норори, родившегося и выросшего в Никарагуа. По его словам, работа над игрой началось сразу после окончания школы, а главным источником вдохновения стал документальный фильм «Независимая игра: Кино». Изначально Норори планировал создать простую игру о выживание в заснеженной местности с открытом миром, системой инвентаря и базовой механикой выживания, используя движок Unity. Первоначально он не собирался выпускать игру, так как считал, что она не предлагает ничего нового игроку.
Идея добавить в игру езду на собачьей упряжке появилась по предложению его брата и впоследствии стала ключевой механикой игры. По словам Норори, реализация упряжки оказалось одной из самых сложных задач, особенно в кооперативном режиме, из-за отсутствия обучающих материалов и необходимости самостоятельно изучать систему физики движка.
Спустя примерно год после начала разработки игры Норори встретился с 3D-моделером из Коста-Рики Антонио Варгасом. С этого момента над игрой работают два разработчика. Из-за маленького состава команды они решили выбрать минималистичный визуальный стиль, вдохновленный такими играми, как Astroneer и Eidolon за их отказ от текстур, а также Shelter 2 с его снежными пейзажами. Все объекты в открытом мире размещались вручную, поскольку, по словам разработчиков, они не могли создать процедурно-генерируемую карту игры, которая могла бы выглядеть детализировано и органично. Разработчики уделили особое внимание атмосфере, цветовой палитре и плавности ландшафта, чтобы сделать игровой мир просторным и умиротворённым.
В мае 2015 года к команде разработчиков присоединилась Рене Джойджелле, которая занялась написанием сюжетной предыстории игры. Она занималась написанием записок, писем и созданием фотографий, а также участвовала в разработке игровых механик.
Со временем концепция игры сместилась от хардкорного симулятора выживания к более спокойному исследовательскому опыту. Механики выживания сохранились, но стали второстепенными, уступив место расслабляющей и медитативной атмосферой. В связи с этим игра была переименована в Arctico вместо прежнего названия Eternal Winter.

### Выпуск
Игра вышла в ранний доступ под названием Eternal Winter 24 ноября 2014 года. 10 ноября 2018 года проект был переименован в Arctico. В декабре 2021 года разработчики объявили дату выхода из раннего доступа — февраль 2022 года, одновременно выпустив трейлер. Arctico официально вышла 15 февраля 2022 года для Windows и macOS.

## Отзывы
Натали Клейтон из PC Gamer отметила спокойную атмосферу игры, сравнив её с Sable. Она провела параллель с игрой The Red Lantern, подчеркнув, что Arctico отличается более размеренным темпом. В качестве недостатка она выделила недостаточную проработку ездовых собак, отметив, что им «не хватает той индивидуальности, что делает команду по-настоящему командой».
Эннеке Пэрриш, американская активистка, отметила, что «играть в Arctico — это акт медитации». Она также считает, что элементы выживания и строительства лишь мешают созерцательному опыту.